# Хидри
Вижте пояснителната страница за други значения на Хидра.
Хидрите (Hydra) са род сложни двупластни сладководни животни от клас Хидровидни (Hydrozoa).

## Хранене
Храносмилателната им система е съставена от стомашна празнина. Хидрата е хищник. Улавя жертвите си с пипалата си, след което ги придвижва към стомашната си празнина. Там се отделят храносмилателни ензими, които разграждат храната на по-прости частички, които се поемат от псевдоподите на епително мускулните клетки на вътрешния слой.

## Придвижване
Хидрата се движи много особено. Тя преобръща тялото си вертикално и по този начин си осигурява придвижване. Нервните клетки са пръснати сред епително-мускулните, свързват се чрез израстъците си и образуват мрежа. Този тип нервна система се нарича дифузна нервна система, наричана още мрежеста или мешеста.

### Дразнимост
Хидрата има много просто устроена нервна система. Нервните клетки са разпръснати между клетките на ектодермата. Те са свързани помежду си чрез израстъците си и образуват мрежа. Такъв вид нервна система се нарича мрежеста.

## Размножаване
Хидрите се размножават безполово – чрез пъпкуване. Интерес за науката представлява способността им да регенерират тъканите си. Достатъчна е една двестна част от животното, която да се възстанови до ново тяло. Този процес се нарича автотомия (аналогични способности имат сладководните червеи планария).
Размножаване през благоприятния летен сезон хидрата се размножава безполово, чрез пъпкуване. През есента размножаването е полово. Оплождането е външно (извън майчиния организъм, във водна среда).

## Видове
- Hydra americana
- Hydra attenuata
- Hydra canadensis
- Hydra carnea
- Hydra cauliculata
- Hydra circumcincta
- Hydra hymanae
- Hydra littoralis
- Hydra magnipapillata
- Hydra minima
- Hydra oligactis – Кафява хидра
- Hydra oregona
- Hydra pseudoligactis
- Hydra rutgerensis
- Hydra utahensis
- Hydra viridis – Зелена хидра